# Драгутин Димитријевић Апис
Драгутин Т. Димитријевић — Апис (Београд, 18. август 1876 — Солун, 26. јун 1917) био је ђенералштабни официр и обавештајац у Краљевини Србији.
Био је један од главних организатора завере официра која је извршила Мајски преврат 1903. године, којим је свргнут и убијен краљ Александар Обреновић са супругом краљицом Драгом, а доведен на престо краљ Петар I Карађорђевић. Био је члан Врховне централне управе тајне војне организације „Уједињење или смрт", познатије под именом Црна рука, чији се поједини припадници доводе у везу са члановима Младе Босне који су извели Сарајевски атентат. Од 1904. године, био је члан Главног одбора четничке акције. У току Првог светског рата је био руководилац обавештајне службе Главног генералштаба, начелник штаба Ужичке војске, начелник штаба Тимочке војске и помоћник начелника штаба Треће армије на Солунском фронту.
На Солунском процесу, под оптужбом да је био налогодавац неуспелог атентата на престолонаследника регента Александра Карађорђевића, осуђен је на смрт стрељањем заједно са Радетом Малобабићем и Љубомиром Вуловићем. Стрељани су у само свитање 26. јуна 1917. године. Иако су преживели другови у више наврата, након Првог светског рата, тражили обнову процеса до тога није дошло све до 1953. године, у време ФНРЈ. Тада је процес обновљен, a осуђени су постхумно рехабилитовани. На обновљеном процесу је доказано да се атентат није ни догодио и да је Солунски процес био изрежиран. Као могући разлози који су довели до тога наводе се преговори о сепаратном миру које је Аустроугарска водила са Француском и политички обрачун у врху српске државе.
Године 2012. Апис је рехабилитован и по други пут, од стране српског судства.

## Биографија

### Детињство и одрастање
Рођен је у Београду, у малој кући од непечене цигле у Цетињској улици, на чијем је месту касније подигнута фабрика. Након његовог крштења, породица се преселила у Крагујевац где се отац Тодор запослио у фабрици оружја. Након пораза Србије у рату 1876. године Димитријевићи су се вратили у Београд. Убрзо се, због сиромаштва породице, најстарија ћерка Јелена преселила у Краљево, где је постала учитељица у тамошњој школи. Када је Драгутину било 5 година, његов отац Тодор је изненада преминуо, па је сестра Јелена преузела бригу о целој породици (мајци, сестри и брату).
Драгутин је у Краљеву започео основну школу, а завршио ју је у Нишу, пошто је његова сестра тамо била премештена. Нишки гарнизон је тада био један од највећих у Србији, а сам град је био пун војске и војне музике, којом је деветогодишњи Драгутин био одушевљен. Тешко је поднео српски пораз код Сливнице па је, док је  његова сестра неговала рањенике, пратио групе војника који су пристизали.
Уписао је класичну гимназију у Нишу, а убрзо се његова сестра Јелена верила за Живана Живановића, њеног колегу, историчара и политичара. Након њиховог венчања породица се преселила у Београд и од 1890. године живела у улици Св. Саве на Славији. Драгутин је наставио школовање у Првој београдској гимназији, а онда је у последњем разреду гимназије, на пречац, одлучио да упише Војну академију.
По природи је био дружељубив и у сваком друштву се лако издвајао као вођа. Увек је био у друштву својих другова и готово никада се није могао срести сам. Волео је друштво жена, али се никада није оженио, јер за то, како је говорио својој породици, није имао времена због државних обавеза. Живео је у породици своје сестре и зета, у њиховој кући, а за себе није стекао никакво материјално богатство. Све што је својим тестаментом имао да подели били су два коња, џепни сат и нешто конзерви и дувана.

### Војна каријера

#### Образовање и напредовање
Нижу школу Војне академије је завршио 1896. године као шести у класи. Био је на служби у 7 пешадијском пуку у Београду где је произведен у чин потпоручника. Септембра 1898. године, уписао је вишу школу Војне академије коју је завршио као пети у рангу. У чин пешадијског поручника произведен августа 1899. године, a 1902. постао је капетан II класе. Године 1905. положио је испит за Генералштаб и постао капетан I класе у генералштабној струци. Након тога је отпутовао на војне студије у Берлин. Усавршавање у иностранству је, према тадашњем програму образовања, било обавезно за генералштабне официре. Потом је 1908. године постао мајор, 1913. потпуковник и октобра 1915. године пуковник.
Говорио је и служио се немачким, француским и руским језиком и поседовао је богату библиотеку војних књига на тим језицима, која је уништена током окупације Београда, 1915. године.

#### Служба
По повратку у земљу, додељен је генералштабном одељењу Министарства Војног и служио је у њему од септембра 1906. до марта 1907. године. Од 1910. до 1914. године, предавао је Стратегију на Војној академији и на Генералштабној припреми. Био је помоћник начелника штаба Дунавске дивизије у Београду 1905. године, начелник штаба Дринске дивизијске области у Ваљеву 1908. године, а потом командант батаљона у Крагујевцу. Од 1910. до 1912. године, био је начелник штаба Коњичке дивизије у Београду, а у периоду 1913 — 1914. године начелник штаба Обавештајног одељења Главног генералштаба. У току Првог светског рата био је руководилац обавештајне службе Главног генералштаба, начелник штаба Ужичке војске, начелник штаба Тимочке војске и помоћник начелника штаба Треће армије на Солунском фронту.
Био је у Македонији краће време када се прикључио Четничком удружењу са седиштем у Скопљу и Куманову, а са циљем ослобођења Старе Србије и Македоније од Турака. Учествовао је у раду Главног одбора четничке акције у Београду, чији је члан био и његов зет Живан.

### Мајски преврат

#### Мотиви
Након 4 државна удара, промене 3 устава и 12 влада, женидбе са дворском дамом своје мајке, њене лажне трудноће и скандалозног понашања њене браће, погоршања односа са аустријским двором и неприхватања од стране руског двора, уз финансијске проблеме у којима се држава у међувремену нашла, краљ Александар Обреновић више није имао подршку великог дела јавног мњења у земљи.
Међутим, политичке странке, односно њихови представници, нису се упуштали у покретање народних маса на отпор. Иако је била позната по својој борбености за уставност и иако је иза ње стајала већина народа, Народна радикална странка је након преког суда, поводом Ивандањског атентата на краља Милана, водила помирљиву политику. Она је учествовала у владама које је формирао краљ Александар, улазећи у фузије са некадашњим противницима, режимском, Напредном странком. Народну радикалну странку напустили су неки виђенији чланови и 1902. године формирали Самосталну радикалну странку. Она је, поред Либералне странке, остала у опозицији. Њихова опозициона борба водила се преко страначких новина и говора, али организованог отпора, у виду демонстрација, није било.
Сматрајући да су главни кривци за лоше стање у земљи краљ Александар и краљица Драга и да се то стање неће моћи променити политичком борбом, с обзиром на подељеност и опортунизам политичких странака, као и да продужење таквог стања води пропасти отаџбине, група официра је дошла на идеју да краљевски пар, насилним путем, склони са власти. Ова идеја је била подстакнута: осећајем да је краљева женидба осрамотила и Србију и српску војску; бахатим понашањем краљичине браће, такође официра, за које се шушкало да ће можда наследити престо; прекоредним напредовањем официра, краљичиних миљеника, у служби; и све лошијим материјалним положајем српске војске. Изгледа да је првобитни план био да се краљица, а са њом и краљ, само протерају из земље, али почетком јесени 1901. године прешло се на планирање убиства.
Прву заклетву да ће: „...убити краља и на престо српски довести Петра Карађорђевића “, под условом да политичари који су упознати са завером обезбеде да: „...неће услед самога догађаја, никакве опасности споља наступити и нашем народу положај отежати“, завереници су потписали октобра 1902. године, у стану поручника Антонија Антића. Ту заклетву потписало је око 10 официра и она је убрзо уништена због опасности да завера буде откривена. Нешто касније, састављена је нова заклетва коју је издиктирао Апис и коју је потписало око 120 официра. Та заклетва је гласила:
„Увиђајући сигурну пропаст отаџбине ако се данашње стање продужи за најкраће време, и оглашавајући као најглавније виновнике за све краља Александра и његову милосницу Драгу Машин, заклињемо се и потписима својим обавезујемо да ћемо их побити. На престо српски, опран крвљу ових бесчасника, довешћемо Петра Карађорђевића, унука Вождовог и сина законитог кнеза покојног Александра Карађорђевића.“
Пуковник Апис се у својој завршној речи на суђењу у Солуну, кратко осврнуо и на мајски преврат и том приликом као један од главних узрока навео занемаривање националних циљева:
```
     
„Поред врло значајних узрока унутрашњег карактера за ту револуцију било је исто тако врло значајних узрока, за ту промену, карактера општесрпског. Српска мисао и српски аманет били су до тог времена по све напуштени. Несрећна 
тајна конвенција
 са 
Аустријом
 и слепа предаја Србије у наручје 
Аустрији
 била је најсрамнија издаја Српске заветне мисли".
[
8
]
```

#### Мартовске демонстрације 1903. године
Годину дана након првих студентских демонстрација (март 1902. године) које су сурово угушене од стране полиције, 23. марта/5. априла 1903. године, студенти предвођени Димитријем Туцовићем, Љубом Јовановићем Чупом и Тришом Кацлеровићем су се придружили заказаном збору трговачких помоћника на Теразијама. Поново су организовали демонстрације против режима краља Александра при чему су им се придружили многи суграђани.
Тачан број демонстраната остао је непознат. Према полицијским подацима било је око 5.000 студената и ђака. У сукобима са жандарима погинуло је пет, рањено 7 демонстраната (и 18 жандара), а ухапшено њих 123. Према неким сећањима присутних: „То је био највећи покрет у историји Београда, који је обухватио скоро половину од његових 100.000 становника“. Уплашен да демонстранти не стигну до двора, краљ Александар је наредио да се на улице изведе војска која се, без обзира на наређење, држала по страни. Маса јој је клицала: „Живела војска!“. Полиција је отворила ватру па су демонстранти били одбијени до Калемегдана, где је: „...један пуковник разоружао полицајца који се спремао да пуца на гомилу“. Како је полиција и даље пуцала, остављајући у калемегданском парку „много мртвих и рањених“, један од завереника, Војислав Танкосић, је неколико десетина студената сакрио у једну од пећина на Калемегдану. Када се ситуација мало смирила, Танкосић је помогао организаторима демонстрација да се пребаце у Земун.
Без обзира на тачан број учесника и број погинулих или рањених, мартовске демонстрације су бројно ојачале заверу и утицале на неке више официре и политичаре да јој се прикључе.

#### Ноћ преврата
Завереници су били распоређени у пет градских кафана, а Апис је са својом групом чекао у Официрском дому. Према Д. Васићу: „Било је тачно 1:45 када се капетан Драгутин Димитријевић подигао са свога места и заповеднички изговорио две речи, после којих сви разговори, песма и свирка умукоше као пресечени громом ове одлучне команде: „ Господо напред!“ Тада, као један, поскочише они са својих места, спремни за полазак, да намах застану задржани енергичним покретом руке поручника Антонија Антића. Узимајући чашу и подижући је изнад главе он изговори ово: „Другови, пре него што кренемо да извршимо овај свети задатак, закунимо се: да у случају неуспеха један другог никад издати нећемо, а успемо ли, да за себе нећемо тражити никакве награде!“ „Заклињемо се!“, гласио је одговор завереника.“
Чекајући време за полазак, многи официри су пили и веселили се у кафанама како не би изазвали сумњу. Противници завереника су касније то тумачили као прославу датума убиства кнеза Михаила Обреновића. Кнез Михаило је убијен такође 29. маја/ 11. јуна, а како је датум преврата зависио од распореда дежурстава завереника, тешко је рећи да ли је била реч о слављу или простом опијању како би се "добило на храбрости”. Наиме, Живан Живановић у „Политичкој историји Србије у другој половини деветнаестог века" бележи разговор са Аписом о избору датума: „Од куда паде избор баш на тај дан", запитао је писац овог дела доцније свог шурака и добио овај одговор: „С тога што су по ранијем распореду дежурстава, тога дана случајно, на свима важнијим местима, били наши људи... а у кругу завере водило се строга рачуна о тим распоредима“. Писац је имао доцније у рукама и карту подсетницу једног официра, упућену Апису, на којој је цела друга страна била исписана датумима месеца маја по реду... Међу овима био је подвучен датум 29. И тога дана доиста су били, као дежурни, или као командири страже, или команданти својега одреда чланови завере - и у двору, и у Гарди, и у коњици, и у артиљерији, и у VI, и у VII пуку и у Граду..."
Апис је заједно са 27 официра ушао у двор и дошао до телефонске централе у којој је спавао дежурни официр са потпуковником Наумовићем, који је био један од завереника. Како су та врата била закључана завереници су посумњали на издају и разнели их динамитом. У окршају официра убијени су дежурни официр и потпуковник Наумовић. Недуго потом, Апис је угледао некога како бежи и мислећи да је то краљ, одвојио се од другова, појурио за тим лицем и вративши се у приземље, налетео на два стражара који су отворили ватру. Погодили су га у груди и у ногу због чега није могао учествовати у најзначајнијем делу преврата. Наслоњен на зид, одлучио је да сачека исход како би, у случају да завера не успе, извршио самоубиство. Док су претраживали двор тражећи краљевски пар, група завереника пронашла је свог друга у холу двора. Апис није желео да буде пренет у болницу док се све не заврши, па су га другови однели у стражарску собу и тамо на брзину превили. Апис се наредних десет дана борио за живот. На питања породице и другова лекари су само одмахивали главом, не верујући да ће се опоравити. На крају је био послат у Ницу на лечење и опоравак. Завереници су касније причали да је, приликом рањавања, говорио војнику, који га је ранио, да на њега испразни све метке, рачунајући да тако ништа неће остати за другове који су ишли иза њега.
Заједно са осталим завереницима постао је први носилац Карађорђеве звезде, која је установљена као одликовање, 1904. године.

#### Прва влада, Устав, избори...
Димитријевић и остали завереници нису желели да створе војну диктатуру у држави, већ су одмах после преврата власт предали политичарима. „Завереници су хитно сазвали представнике свих политичких странака и замолили их да оформе владу народног јединства, која ће водити Србију првих неколико месеци. Неки политичари, којима су се официри обратили, нису могли да поверују да им се власт предаје у руке. Стојан Протић је у почетку сумњао да је по среди превара, да би се похапсили он и његове колеге. Љуба Живковић, вођа самосталних радикала говорио је народу: „Браћо, немојте мислити да је ово војна или армијска револуција. Војска је ово урадила у убеђењу да ће српски народ то подржати, и није хтела да уради било шта без подршке или против српског народа”. Војислав Гојковић, један од завереника, тврдио је да је то једини случај у историји света да вође успелог војног удара добровољно и одмах предају власт политичарима. Сећајући се тих догађаја, Живан Живановић (министар просвете у влади пре 29. маја/ 11. јуна) пише како је одведен, у зору 29. маја/ 11. јуна, у пратњи једног официра, у министарство у којем су већ били сви виђенији политичари: Јован Авакумовић, Јован Атанацковић, Ђорђе Генчић, Стојан Протић, Љуба Живковић, Љуба Стојановић, В. С. Вељковић, Аца Борисављевић и други. Након неког времена, а изашавши напоље у предсобље, Живановић је погледао на сат на коме је откуцавало 5:35. Нешто касније сусрео се са Авакумовићем који му је рекао да се ништа не брине и да је позван само да би се формално извршила промена. На питање: „Молим Вас, има ли владе и ко јој је председник?”, Авакумовић је одговорио: „Ја сам.”
У владу су поред представника завереника ушли и представници свих политичких странака. Завереници у влади су били: Јован Авакумовић – председник владе и министар без портфеља, генерал Јован Атанацковић – министар војни, Ђорђе Генчић – министар народне привреде, пуковник Александар Машин – министар грађевина. Министарства правде и просвете припала су Самосталним радикалима: Љубомиру Живковићу и Љубомиру Стојановићу. Поред Авакумовића и Генчића, либерали су имали још једног представника, Војислава Вељковића, министра финансија. Напредној странци припало је министарство спољних послова (Љубомир Каљевић), а Радикалној странци министарство унутрашњих послова са Стојаном Протићем на челу.
Влада је сазвала Народно представништво (Скупштину и Сенат) које се састало 2/15. јуна, у истом саставу у коме је било пре државног удара од 25. марта/7. априла 1903. године, када га је краљ Александар распустио. Скупштина и Сенат одржали су заједничку седницу на којој су изабрали и прогласили за краља Петра Карађорђевића. Тада је враћен на снагу Устав из 1888. године, са мањим изменама и допунама, назван Устав из 1903. На њега је потпис ставила влада, а не краљ, што је значило да је народ самостално донео устав, коме се и краљ морао покоравати. У складу са тим, Петар Карађорђевић је положио заклетву на Устав 12/25. јуна 1903. године, када је и званично ступио на престо.
Након ступања на престо Петра I Карађорђевића, влада је расписала изборе за 8/21. септембар 1903. године. После расписивања избора из владе су иступили: Атанацковић, Живковић, Стојановић и Вељковић, а њихова места заузели: завереник - генерал Леонида Соларевић, Михаило Јовановић – самостални радикал, Добросав Ружић – радикал и Аца Борисављевић – либерал.
После одржаних избора на којима је гласало око 53% уписаних бирача, радикали су освојили 36%, самостални радикали 33,3%, либерали 17,7%, напредњаци 6%, а Српска социјал-демократска странка, која је тада први пут изашла на изборе, 1% гласова. Тако су радикали и самостални радикали, пошто су имали велику већину посланика, формирали нову владу 21. септембра/4. октобра 1903. године, у којој више није било ни једног представника завереника.

#### Промене у војсци
„Мајски преврат, изведен у ноћи 28 - 29. маја, није означио само промену на српском државном трону, већ је имао карактер тектонског поремећаја, који се темељно одразио на функционисање саме војске.“
На предлог министра војног Јована Атанацковића, 15/28. јуна 1903. године, реактивиран је и у чин ђенерала унапређен ђенералштабни пуковник Радомир Путник (претходно пензионисан 1896. године као жртва политичког прогона). Наредног дана, постављен је на место начелника Главног ђенералштаба. Дотадашњи помоћник начелника Главног ђенералштаба, пуковник Степа Степановић, постављен је на дужност начелника Општевојног одељења Министарства војног. Посебним указом од 26. јуна/ 9. јула 1903. године, на Путникову молбу, коју је испунио Краљ Петар I Карађорђевић, за новог помоћника начелника Главног ђенералштаба постављен је ђенералштабни пуковник Живојин Мишић.
По преузимању дужности Путник је извршио кадровске промене у Главном ђенералштабу, попунивши га већином перспективним, младим официрима. Када је у фебруару 1904. године Радомир Путник постао министар војни, за вршиоца дужности начелника Главног ђенералштаба постављен је Александар Машин, а Живојин Мишић је пензионисан, због нетрпељивости са завереницима. Место помоћника начелника Главног ђенералштаба остаће празно све до јануара 1905. године, када је на њега постављен пуковник Петар Бојовић. Александар Машин је, на захтев Енглеске, заједно са осталим старијим официрима завереницима, пензионисан 1906. године. Након тога је Путникова позиција постала много јача, јер је он, међу младим официрима, уживао неприкосновени ауторитет.

#### Нишка контраверза
Део официра из нишког гарнизона није се слагао са насталим стањем. У августу 1903. године, они су тражили да 68 виших официра завереника, који су заузели положаје на двору, у влади и командним местима, поднесу оставке. Сазнавши за дешавања у Нишу, влада се хитно састала, а капетан Апис је био послат да осујети акцију дела нишких официра. Дошао је у посед списка оних који су радили против новог стања. Сви су ухапшени, а њих 27 одговарало је пред војним судом и било осуђено на две године затвора. „Контраћи“ у војсци су и у наредном периоду прогањани, пензионисани или избацивани, што је касније довело до раздора међу официрима завереницима, јер се млађи нису слагали са оваквим обрачунима.
Убиство Обреновића наишло је на жестоку осуду у Великој Британији која је, инсистирајући на правној држави, захтевала да се завереницима суди и да добију законом предвиђене (смртне) казне. Русија и Аустрија су желеле стабилну ситуацију на Балкану па су, у првом маху, остале неутралне према мајском преврату и прихватиле Петра Карађорђевића за новог краља Србије. Међутим, старији официри завереници (Александар Машин, Дамјан Поповић, Петар Мишић и други) су, својим осионим понашањем, изгубили симпатије јавности и због све већег утицаја на краља и мешања у политику угрозили међународни положај Србије. Крајем 1903. године, већина страних изасланика напустила је Београд.

### Трећи човек у држави
Након што је краљ Петар успео да старије официре уклони са двора, руски и аустријски посланици су се вратили у Београд. Међутим, дипломатски односи са Великом Британијом су успостављени поново тек у јуну 1906. године, након што су сви официри завереници вишег ранга пензионисани. То је Апису, који се у међувремену окружио одушевљеним млађим официрима и стекао поверење старијих, пре свега Радомира Путника и Степе Степановића, омогућило да заузме водећу улогу у војсци, а тиме и велики утицај у држави. Министри војни, у периоду 1906 — 1913. године, су били постављани под Аписовим утицајем.
Изгледа да је стално имао потребу да утиче на стање у земљи како би оно било боље него што је било пре мајског преврата. То је и сам истакао у завршној речи на суђењу у Солуну: „Као један од учесника мајске револуције 1903. године, сматрао сам да се такав један догађај може пред историјом оправдати само успесима новоствореног стања“. Слично је приметила и његова сестра: „Греше који га сумњиче да је био обестан. Напротив, он се само залагао за породице оних који у револуцији страдаше и поврх свега, највише се бринуо да ново стање пође новим, по земљу кориснијим путевима. Јер вељаше: - Ако не буде разлике, онда зашта је све то било потребно, питаће се с правом сваки.“
По повратку са усавршавања у Немачкој, Апис је са својим колегама настојао да се српска војска реформише, тако што би се напустио стари модел заснован на строгој дисциплини и бројним смотрама и парадама. Уз подршку Путника, посредно су утицали на владу да се више новца издваја за наоружање и опрему војника. На Академији су уклоњени стари професори, крута дисциплина је била напуштена, а на њихова места постављени су нови, млађи професори, склонији иновацијама. Побољшање организације, примењене технолошке иновације и нови приступи у обуци подигли су самопоуздање младих официра.
Учествовао је у раду Главног одбора четничке акције и стално је одржавао везу са друговима који су четовали у Македонији и Старој Србији, иако српска влада званично није подржавала ове активности, бојећи се реакције великих сила.
Био је међу првим заговорницима абдикације принца Ђорђа и постављања Александра за престолонаследника. Принц Ђорђе је абдицирао након два скандала: напада на аустријског амбасадора током демонстрација због анексионе кризе и смрти његовог собара Колаковића, марта 1909. године. Опозициона штампа је оптуживала принца Ђорђа да је јаким ударцем убио свог собара, који је имао трбушну килу. Апис је Ђорђу спасио живот, одбивши да учествује у покушају његовог тровања, који су већ били осмислили завереници предвођени Петром Живковићем.

### Црна рука

#### Оснивање
Након проглашења анексије Босне и Херцеговине, у Београду су избиле масовне демонстрације, на којима је хабзбуршка застава јавно спаљена. На територији Србије организована је обука добровољаца под покровитељством удружења „Народна одбрана“. Било је створено преко 220 локалних одбора широм Србије, али и у Босни и Херцеговини и међу емигрантима у САД. Дана 19. марта 1909. године, Аустроугарска је предала Србији ултиматум тражећи од ње да призна анексију. Немајући подршку Русије и других савезника, српска влада је била приморана да попусти: признала је да њена права анексијом Босне и Херцеговине нису угрожена; обавезала се да ће напустити протестно и опонирајуће држање и истовремено променити курс своје политике према Аустроугарској; да ће разоружати и отпустити своје добровољце и чете и спречити формирање нових јединица, сводећи своју војску на стање до пролећа 1908. године. Српска јавност је била разочарана, а нарочито омладина и војни кругови који су оптуживали владу за капитулацију.
Револтирани попуштањем званичних власти, већ од 22. марта 1909. године, група официра, заједно са неким цивилима, почиње да организује састанке у циљу оснивања тајне патриотске организације. Међу њима су били Велимир Вемић, Војислав Танкосић, Петар Живковић, Љубомир Јовановић Чупа, Богдан Раденковић, Милан Прибићевић и други. Велимир Вемић је о намерама ове групе људи обавестио Аписа 6. марта 1911. године, а организација је дефинитивно основана у мају исте године. Тада је донет Устав и Пословник и то по угледу на немачка тајна патриотска удружења и италијанске карбонаре. Црну руку су углавном чинили релативно млађи завереници умешани у убиство краља Александра и краљице Драге, као и неколико цивила, а међу њима и пар жена, али је главна личност био Драгутин Димитријевић Апис. У организацију нису ушли сви завереници, нити су сви чланови организације учествовали и мајском преврату. Циљ организације био је уједињење Српства у једну државу и све друштвене и политичке догађаје чланови организације су посматрали у контексту користи за остварење тог циља.
Треба напоменути да Апис никада није био на челу организације. Први и једини председник њене Врховне централне управе био је Илија Радивојевић - Чича, а када је он погинуо 1913. године нови председник није ни биран. Чланови организације имали су задатак да исту повежу са званичним институцијама, другим патриотским удружењима и сл. Аписова улога се састојала у томе да организацију повеже са Двором и неким министрима, што је он захваљујући својим ранијим везама и остварио. Како је изнео на суђењу у Солуну, он се приликом формирања организације одмах изјаснио да се неће бавити врбовањем нових чланова, јер за то нема времена.
На суђењу у Солуну пуковник Апис је о оснивању организације рекао:
```
  
„... ми смо сви усвојили потребу да за рад на националним пословима треба јаче ангажовати и обавезати из свих друштвених слојева 
Србије
 и 
Српства
 што више људи тако да национална идеја постане идејом водиљом масе српског народа. То је био можда сан, можда само маштање, али смо ми тада тако сањали и тако маштали... Тако је постала наша организација - Уједињење или смрт... Једном приликом пуковник 
Туцовић
 је у друштву својих другова
 (то су били 
Петар Живковић
, 
Јосиф Костић
 и Антоније Антић) 
за столом у кафани изнео један налог за заклетву нових чланова са печатом организације и шалећи се позвао их да улазе у друштво. Наљућени да их 
Туцовић
 зове у неко ново друштво, а сматрајући да су обиђени и да се нешто ради ван њих, они су тим поводом почели викати на тај рад називајући друштво, ваљда због печата, „Црном руком
“
[
33
]
```

#### Рад
За рад организације знали су и престолонаследник Александар и тадашњи председник владе и министар спољних послова, радикал, Милован Миловановић. Он је пратио рад Црнорукаца и једном приликом рекао Апису: „Ставите Ви пријатељу Вашу Црну руку мени на расположење, па да видите каква ћемо сила бити“. На почетку се Миловановић и црнорукци нису слагали. Миловановић је желео савез са Бугарском како би Србију заштитио од Аустрије. Савез је подржавала Русија. Миловановић је обећао Бугарима део Македоније због чега га је „Пијемонт“, лист „Црне руке“, оштро критиковао. Међутим, Апис је охрабривао Миловановића да поведе смелију спољну политику. Српско - бугарски савез од марта 1912. године, основа будућег Балканског савеза, био је дело министра иностраних дела Миловановића и Аписове „Црне руке".
Иако је раздор у официрском кору постајао све већи, Апис и другови су имали подршку многобројних млађих, али и старијих официра, пре свега Радомира Путника, Степе Степановића и Илије Гојковића. Захваљујући њима успевали су да остваре свој утицај у војсци, иако су бројно били у мањини. До 1912. године, око Аписа је од око 120 официра завереника остало њих 70-80. Исте године, према подацима из Буџета државних расхода и прихода Краљевине Србије, официра је укупно било 2.038, подофицира 4.389, а војника редова на одслужењу војног рока 22.559.
Да „Црна рука“ није била никаква тајна организација сведоче и чланци у „Трибини“, гласилу које је било блиско принцу Александру. Ови чланци су углавном били негативно настројени према официрској организацији, настојећи да је представе као превратничку, износећи да: „Официрима у политици никако није место – они имају своје свете задатке.“ Овакви чланци ишли су на руку циљевима организације  „Уједињење или смрт“, јер су доводили у забуну стране дипломате (нпр. аустријског фон Ургона и британског Чарлс Барклија) који су, пратећи београдску штампу, писали својим владама, да је уједињење Срба у једну државу само привидан циљ организације. По њима је прави циљ организације био политичка борба официра да уклоне радикале и узму сву власт у своје руке.
Црна рука је била активна све до уласка Србије у рат са Турском 1912. године када је дефакто престала да постоји. Све везе које су организацију држале, услед погибије чланова у Балканским ратовима, прекинуте су. Само из Управе организације у тим ратовима погинула су три члана, укључујући и њеног председника. Пуковник Апис, у својој завршној речи на суђењу у Солуну, истиче да треба правити разлику између рада организације „Уједињење или смрт“ докле је она постојала (1912. године) и рада појединих чланова као личности за себе. Такође треба утврдити:
```
   
„...шта јавност и кога све сматра 
Црном руком
 и Црнорукцима“, јер су многи официри који су се побунили против Уредбе о приоритету власти сматрани Црнорукцима иако то никада нису били и „одмах се на таквог официра сручавала маса оптужби само да му се нашкоди, убије углед и представи као штетан“.
[
38
]
```

#### Други истакнути чланови[39]
Милан Миловановић Пилац – Заједно са још неколико официра, чланова организације, 1912. године је био послат, по наређењу војводе Путника, у извиђање терена у правцу Куманова, Скопља и Овчег поља. У рату 1912. године је био помоћник начелника штаба Дунавске дивизије, a 1913. године помоћник начелника штаба Треће армије. У периоду 1914 — 1915. године је био начелник штаба Друге армије, којом је командовао војвода Степа Степановић. На Крфу је постављен за команданта II бригаде Моравске дивизије. На Солунском процесу је осуђен на смрт, па помилован на 20 година затвора. Пензионисан је као генералштабни пуковник. Умро је изненада 1933. године на једном газдинству у Војводини док је, за рачун власника, надгледао убирање приноса.
Душан Јездић – Учествовао је у четничкој акцији као борац и војвода и у свим ратовима као командант добровољачких одреда. На солунском фронту је био командант батаљона у Добровољачком одреду војводе Вука. Након Солунског процеса је смењен и интерниран у логор Лутри, a затим у Бизерту. Приликом пребацивања осуђеника из Бизерте на Крф, утопио се са торпиљираним бродом, августа 1917. године.
Љубомир Вуловић – Учествовао је у четничкој акцији. Од 1911. године је био гранични официр. У периоду 1912 — 1913. године, командовао је четничким одредом. Уочи Сарајевског атентата, био је командант целог граничног сектора према Аустроугарској. У периоду 1914 — 1916. године је био шеф Обавештајног одсека Треће армије. На солунском фронту је организовао обавештајну службу у позадини фронта. Изненада је смењен и одведен у Бизерту. Тамо је ухапшен и одведен у затвор у Солун. На Солунском процесу осуђен је на смрт и стрељан заједно са пуковником Аписом 26. јуна 1917. године.
Милутин Лазаревић –У периоду 1912 — 1913. године, био је начелник штаба Ибарске војске, a у периоду 1914 — 1915. године начелник штаба Одбране Београда. На солунском фронту је био помоћник начелника штаба Друге армије. На Солунском процесу је осуђен на 15 година и 8 месеци затвора. После помиловања, као генералштабни пуковник у пензији, објавио је четири књиге из историје ратова са Турском и Бугарском и био је стални сарадник за војну рубрику у Српском књижевном гласнику. Умро је у Београду 1954. године.
Радоје Јанковић – Писао је за „Пијемонт“. Године 1916. са Крфа је послат у Русију у добровољачку дивизију. Открио је огромне злоупотребе у куповини и испоруци хране из Русије за Србију (Одеска афера). На Солунском процесу је осуђен на 18 година затвора. По повратку из емиграције 1923. године одлежао је две године, па је потом помилован. Одмах после тога постављен је за генералног конзула у Чикагу, а потом за посланика Југославије у Тирани. Године 1941. је био хапшен од Гестапоа. Умро је у Београду 1944. године.
Радоје Лазић – У ратовима 1912 — 1913. године био је начелник штаба дивизије, а у периоду 1914—1915. године начелник штаба Дунавске дивизије која је бранила Београд. На Солунском фронту је био помоћник начелника штаба Прве армије. Био је секретар организације. На Солунском процесу је осуђен на смрт, па помилован на 20 година затвора. Умро је у Београду 1953. године као генералштабни пуковник у пензији.
Чедомир Поповић – Био је оснивач организације и члан Врховне централне управе. Од 1911. године је био гранични официр на сектору Дрине са седиштем у Ужицу. Са великим успехом је организовао акције у Санџаку и Босни. У периоду 1912 — 1913. године је био командант батаљона. Почетком рата 1914. године, заједно са Аписом, сарађивао је на изради плана за формирање добровољачких одреда. Био је командант Златиборског добровољачког одреда кога је лично формирао. На Солунском процесу осуђен је на смрт па помилован на 20 година робије. Умро је у Београду као пуковник у пензији 1938. године.
Велимир Вемић - Уочи рата 1912. године, био је у извиђању у правцу Куманова, Скопља и Овчег Поља. У периоду 1912 — 1913. године, био је командант коњичког пука Моравске дивизије. На челу пука први је ушао у Скопље и Прилеп. Године 1914. командовао је Горњачким добровољачким одредом. Тешко је рањен у десну ногу која му је била знатно скраћена. Остао је у војсци, у штабу Дунавске дивизије. На солунском фронту командовао је коњичким пуком и први је ушао у ослобођени Битољ. Био је иницијатор и оснивач организације и члан Врховне централне управе. На Солунском процесу осуђен је на смрт. Успео је да побегне из импровизованог затвора, али је убрзо пронађен. Помилован је на 20 година затвора. Умро је у Београду изненада 1945. године.
Војин Поповић (Војвода Вук) – Од почетка је активно учествовао у четничком покрету на терену. Прославио се у борби на Челопеку већ 1905. године. Први Балкански рат га је затекао на Козјаку. Одреди којима је он командовао били су претходница српској војсци у биткама на Куманову, Битољу и Прилепу. Године 1913. борио се на Брегалници, a 1914. постављен је за команданта Церског добровољачког одреда који је учествовао у борбама у Мачви и на Церу. Добровољачки одред је убрзо постао самостална јединица, са Војводом Вуком на челу, и учествовао је у повлачењу 1915. године, као заштитница. На солунском фронту је опет командовао добровољачким одредом. Погинуо је на Црном камену, више Груништа. Војвода Вук је имао сва наша и савезничка ратна одликовања. Његову смрт генерал Сарај је објавио посебном наредбом.
Војислав Танкосић – Од почетка је активно учествовао у четничком покрету на терену. После анексије Босне, руководио је обуком добровољаца у четничкој школи у Ћуприји. Био је иницијатор и оснивач организације и члан Врховне централне управе. Помогао је набавку оружја и прелазак атентатора из Србије у Босну. Учествовао је у свим ратовима као командант добровољачких одреда. Рањен је 1915. године у близини Трстеника и од последица рањавања преминуо. Године 1923. пренет је на Ново гробље у Београду, уз дотле незапамћено учешће Београђана на једном погребу.

#### На Косову 1912.
У периоду од 22. августа/ 4. септембра до 6/19. септембра 1912. четири групе српских официра, углавном црнорукаца, обављале су тајне извиђачке операције на простору Санџака, Косова и Метохије, Македоније и Албаније. Задаци су им били: да снабдеју генералштаб оперативним информацијама за рат који се спремао; да организују потпору међу српским становништвом које је тамо живело; да сазнају како ће се албанска племена понашати у предстојећем сукобу балканских савезника и Турске. Прву групу предводио је Божин Симић и она је преговарала са албанским племенским вођама на планини Карадага. Друга група, у којој су били чланови Врховне централне управе Милан Миловановић Пилац и Велимир Вемић, ишла је у извидницу по Македонији. Трећа група, који су чинили мајор Апис, капетан Милан Завађил и цивил Богдан Раденковић, имала је задатак да извиди територију Косова и да се састане са познатим албанским вођом Исом Бољетинцем. Четврта група извиђала је у правцу Рашка - Нови Пазар и њу су чинили: капетан Радоје Пантић, капетан Милан Видојевић и мајор Чедомир Поповић.
23. августа увече, Аписова група је стигла на границу са Турском где их је сачекао Исин човек. Под окриљем ноћи, успели су да стигну до села Жигољ, где су их по договору чекале албанске народне ношње, у које је требало да се преобуку. Међутим, Апису је ношња била мала, па чак ни у целом селу нису успели да нађу ношњу његове величине. „Тог јутра је међу „Албанцима“, који су уз планинску стазу кренули ка Бољетинчевом боравишту, корачао и један огромни човек, обучен у чудну мешавину албанске ношње и српске униформе.“ Исин штаб се налазио у селу Бољетин, у близини Косовске Митровице. Он је српску групу гостољубиво дочекао, а исход преговора, који су трајали два дана, био је такав да је Иса Бољетинац обећао да, уколико Турци први нападну, његови војници неће бити уз њих, али да ће у случају да Срби нападну први, он помоћи турску војску. Затим је група посетила манастир Девич у којем се састала са још једним албанским вођом, Садик Рамом, који им је помогао да безбедно пређу у Србију, након што је сазнао да би могло да дође до напада на српску групу од стране непријатељски расположених албанских племена. У току рата оба ова албанска племена одлучно су стала на страну турске војске. Изузев Милана Завађила, сви поменути официри и цивил Богдан Раденковић били су чланови организације „Уједињење или смрт“. Сви су били осуђени на Солунском процесу, изузев Радоја Пантића, који је као командант батаљона добровољачког одреда погинуо 1916. године, приликом заузимања Кајмакчалана.
На овај начин српски генералштаб дошао је у посед значајних података о војној снази Турске на овим просторима, као и о географским карактеристикама простора. Ојачана је и организација оружаних група локалног становништва и осигурани су начини испоруке новца, оружја, муниције и другог материјала овим групама.

### Балкански ратови и период после њих

#### Малтешка грозница
За време боравка на Косову, непосредно пред почетак Балканских ратова, Апис се отровао пијући непрокувано козје млеко, услед чега је добио тешко тровање крви и малтешку грозницу и једва преживео. Због овог тровања није активно учествовао у Балканским ратовима. Наиме, према сећању пуковника Панковића: „Када је 18. септембра завршена мобилизација српске војске, Апис је кренуо за Ћуприју. Топло се опростио са Сањом (Александар Сања Живановић, Аписов сестрић, прва жртва Балканских ратова) на ћупријској железничкој станици и онда се сместио у Врњачкој Бањи, заједно са штабом Коњичке дивизије. Ту се разболео од тровања крви и малтешке грознице коју је добио у Албанији. Главни знаци његове болести били су напади тешке грознице, са температуром до 40 степени. Иако је много патио, Апис је упорно обављао своје дужности... Пошто су му напади грознице постајали све чешћи и тежи, његова снажна кобила Звездана галопирала је тресући се целим телом. Чланови штаба су се забринули због Аписове болести... По наређењу Врховне команде, док се још бунио, превезен је у београдску војну болницу.“ Престолонаследник Александар Карађорђевић лично је позвао доктора Цина, чувеног берлинског бактериолога, и платио све трошкове лечења. Немогућност учествовања у Балканским ратовима Апис је сматрао својом највећом несрећом у животу, а његови другови и претпостављени сматрали су то великим губитком јер су „коњичкој дивизији недостајали енергија и динамичност пуковника Аписа”. О озбиљности болести говоре њене последице којима је био сведок и Слободан Јовановић. Он је упознао Аписа 1914. године, када је по распореду био одређен Ратном пресбироу којим је руководио Апис. „Он ме је дочекао онако љубазно, како сам после видео да дочекује цео свет... Он се још није био опоравио од своје болести, још је вукао трагове отрова у свом организму. На ногама још није био сасвим сигуран; умотане у увијаче, оне су изгледале отечене. Због недовољног кретања био је стао да се гоји. Имао је нездраву тамно-бледу боју и глава му је била готово сасвим ћелава. “

#### Мајска криза
Након Балканских ратова влада није хтела да прошири деловање устава Србије на нове територије већ је владала уредбама, које су на терену спроводили њени партијски функционери. У том уставном вакууму било је случајева насиља и пљачке због чега је становништво било незадовољно. Влада се, наиме, водила примерима Немачке и других земаља које су у новим територијама постављале привремену управу, са трајањем од десет и више година. Привремена управа je, за то време, требало да припреми нове територије за примену устава који је био на снази у земљи матици. Влада је сматрала да се Устав Краљевине Србије може примењивати на њену територију пре Балканских ратова, за коју је и прављен, а да је потребно да прође око десет година да он постане применљив и у новим областима. Против таквог решења одлучно је устала опозиција, али влада је имала већину у парламенту и очекивала је да ће, без проблема, њена замисао о уређењу нових територија бити спроведена у дело.
Међутим, официрски кор, на челу са војводом Радомиром Путником, стао је на страну опозиције. Официрски кор који је био најзаслужнији за успех у Балканским ратовима, није могао да се помири са тим да њихова борба за ослобођење народа у Македонији и Старој Србији буде искомпромитована. Прво су се побунили официри у Македонији који су били сведоци полицијских и чиновничких крађа и пљачки, узимајући народ у заштиту. Писали су рапорте старешинама са захтевима да се нешто учини како би се такво стање прекинуло. Одржана је скупштина Официрске задруге, којом је председавао војвода Радомир Путник, на којој су официри јавно протестовали против стања у новим областима, али и против клевета министра Стојана Протића упућених на рачун Аписа и другова. Највећи револт је изазвала  „Уредба о приоритету власти“, коју су официри примили као увреду, јер је предвиђала да при државним светковинама представници цивилних власти буду испред представника војске. Протестни телеграм потписао је генерал Петар Бојовић. У сарадњи са војводом Путником, Апис је утицао на шефове опозиционих странака да се уједине против радикала и оформе коалициону владу, на шта је и Краљ Петар био спреман да да сагласност. На договор су пристали напредњаци и либерали, али не и самостални радикали.
Влада Николе Пашића је поднела оставку. На интервенцију Русије, криза је решена тако што је на чело нове радикалне владе опет дошао Никола Пашић, уз услов да распусти Народну скупштину и спроведе изборе. Краљ Петар је, под изговором нарушеног здравља, био принуђен да се повуче и власт уступи млађем сину Александру. Требало је да избори буду одржани 1/14. августа 1914. године али је њихово одржавање спречио рат који је уследио. Међутим, овај сукоб групе официра са владом, њихово мешање у политику и криза до које је поводом тога дошло, утицали су на приближавање регента Александра и Николе Пашића. Маја 1914. године, дневни листови „Политика“ и „Новости“ објавили су да би због изазване кризе требало да буду пензионисани пуковници Миливоје Анђелковић и Никола Стефановић, потпуковници Апис и Милан Миловановић и мајор Војислав Танкосић. Иако није било објављено у новинама, знало се да би требало да буду пензионисани пуковник Драгомир Стојановић Старији, потпуковници Војин Поповић и Велимир Вемић и мајор Љубомир Вуловић. Пензионисању су се оштро супротставили војвода Путник - начелник Главног генералштаба и пуковник Крста Смиљанић - начелник Општег одељења министарства војног.
О својој улози у овим догађајима пуковник Апис је изјавио следеће:
```
   
„Цео тај мој рад био је у основи рад на томе да се изазове криза владе и смени влада уставним путем, због грубе грешке те владе, којом се је огрешила о официрски кор и све је то у ствари била једна епизода партиске борбе у којој је једно питање официрског кора служило као пиво за партиске маневре... у то питање умешао сам се само зато, што сам сматрао да официрски кор није био заслужио, да му се у то време наноси таква једна увреда и што сам тим својим радом мислио да официре сачувам од штетног партиског утицаја једне политичке странке... Никада ми, па ни у то доба ни на крај памети није била жеља да војска узме власт у своје руке. Од 29. маја 1903. у коме сам догађају ја учествовао, па и док сам био још млад официр, мене никад није бунило то да су цивилне власти те да на крају крајева имају да управљају земљом и свима је познато, да је догађај од 29. маја углавном свршен од војске, па је војска предала власт цивилним властима у руке. То је за мене било, господо, једно политичко васпитање и то и данданас исповедам као своје вјерују”
.
[
47
]
```

### Сарајевски атентат
„Историчари Првог светског рата набројали су шест основних претпоставки о томе ко је све могао стајати иза сарајевских атентатора: Србија (било српска влада, регент Александар или удружење Уједињење или смрт); царска Русија (руски Генералштаб, тајна полиција Охрана или руски револуционарни терористи); Мађарска (председник владе Иштван Тиса); Немачка (пангермански антихабсбуршки кругови) Француска и Британија (масони или тајна полиција).“
Улога пуковника Аписа у овом догађају и даље је нејасна.
Апис и црнорукци су имали јак утицај на Народну одбрану, кроз коју су покушавали да рашире мрежу агената у Босни и Херцеговини. Овоме је помагало незадовољство српског становништва аустроугарском управом, српски национални покрет и ширење југословенске идеје после Балканских ратова. Са друге стране, Пашићева влада је настојала да даље не квари односе са Аустроугарском, па је покушавала да својим установама блокира рад црнорукаца у Босни и Херцеговини.
Неки сматрају да је Апис контролисао организацију Млада Босна, која је извршила атентат на аустроугарског престолонаследника Франца Фердинанда. Међутим, за то нема поузданих доказа. Напротив, постоје сведочења да се Војислав Танкосић жалио Апису на групу младића из Босне који су наваљивали на њега да им помогне да пређу Дрину, како би извршили неко „велико дело”. Апис се сложио са тим, не мислећи да су ти младићи заиста способни да предузму такав корак. Међутим, касније се одлучио да преко Ђуре Шарца младићима пошаље поруку да не предузимају никакву акцију, јер би то могло бити опасно по Србију, али било је прекасно. Младобосанци нису желели да одустану. У часопису „Нова Европа“ (XXV/8, 26. јул 1932) бивши пуковник Чеда Поповић наводи да му је Апис о Сарајевском атентату изјавио следеће:
```
   
„Био сам убеђен да је пројектовани маневар у 
Босни
 претекст за упад 
Аустрије
 у 
Србију
, на челу са главнокомандујућим аустријске војске 
Ф. Фердинандом
. И ја сам у души ужасно страховао од тога... А ти знаш да је по несрећи, тада у земљи владало и сувише заоштрено стање у погледу политичких, унутарњих борби. Каква је била наша војничка ситуација, то ти је познато: могли су пустити само једну - две коњичке дивизије у 
Србију
, па не би имао ко да их заустави. Док би наше трупе пристигле из јужних крајева, 
Србија
 би била прегажена. Цео свет, па и сами ми, нашли бисмо се пред свршеним чином. И зато, када је код мене дошао једнога дана у канцеларију 
Танкосић
 и рекао: „Има неких младића Босанаца, досадише ми молећи да им допустим да оду у 
Босну
 – хоћу ли да их пустим?“ - ја сам доиста тога тренутка, не размишљајући даље, казао: „Па пусти их!“ 
Танкосић
 ми је тада рекао да ти младићи по договору са друговима из 
Босне
, хоће да покушају нешто против 
Фердинанда
..... Ипак, када сам, после неког времена, размислио мало више о тој ствари, решио сам да покушам да се пребачени младићи врате и да се на сваки начин спречи атентат. Тај покушај учињен је преко четника Ђуре Шарца. Било је доцкан....нису хтели да чују за то“
.
[
51
]
```

Највећу сумњу на тврдњу да је Апис организовао атентат баца начин на који је атентат извршен. Др. Миле Бјелајац у предговору реиздања књиге М. Живановића поставља и питање: „Да ли би, да је он заиста организатор атентата и да је желео да то успе, пре послао проверене борце из ратова као атентаторе, а не групу неспретних ђака који су тек узели оружје у руке те испуцали неколико метака?“
Ипак, изгледа да је Апис имао разлога за забринутост јер је добио информацију од свог главног агента за Аустроугарску, Радета Малобабића, да монархија планира да у војне маневре укључи 250.000 војника.
Малобабића су, 1913. године, Апису препоручили његов претходник на месту шефа обавештајног одељења пуковник Димитрије Павловић и Срђан Будисављевић. Срђан Будисављевић, девер Дијане Будисављевић, je био адвокат који је бранио оптужене на Загребачком процесу и који је са Аписом у међувремену постао добар пријатељ. Малобабић је имао задатак да створи мрежу српских обавештајаца у монархији. За потребе њихове безбедности било је потребно да обавештајна служба набави ручно наоружање. Апис је набавио четири револвера са муницијом које је Раде требало да пребаци у Босну. Са Радетом је заједно радио мајор Вуловић, који је управо тих дана постао командант пограничног сектора. Приликом истраге на Солунском процесу, код пуковника Аписа су пронађени рачуни за куповину 4 револвера руски „наган“, за које је образложио да су купљени за потребе наоружања обавештајаца у Босни.
Министарство унутрашњих послова краљевине Србије водило је истрагу против Малобабића у току 1914. године, због илегалног преноса оружја преко Дрине и због сумње да је двоструки агент. Министарство унутрашњих послова није знало шта Малобабић ради за Генералштаб па је Апис поднео извештај полицији и врховној команди о раду Малобабића. Веровао је да је тај извештај био довољан да се са Малобабића скине сумња. Малобабић је 25. јула 1914. године дошао из Босне у Београд код Аписа, који га је саветовао да се јави полицији, ради обављања формалних разговора. Овај је то и учинио и одмах био ухапшен. Држан је у ланцима у затвору све до новембра 1915. године, када га је пронашао Љуба Вуловић и о томе обавестио Аписа. Не знајући за Радетово хапшење, Апис је веровао да га Раде није послушао, да се није јавио полицији, те да је у међувремену погинуо. Због тога га је, од 1915. године, ставио под своју личну заштиту, сматрајући се одговорним за његов живот.
У свом делу, Дедијер набраја низ аргумената против постојања улоге Димитријевића у Сарајевском атентату:
- У свом ултиматуму од 23. јула 1914. године Аустроугарска је оптужила „Народну одбрану”, а не „Уједињење или смрт”, као главног покретача Младе Босне;
- Групе Младобосанаца деловале су још од 1904. године, а организација „Уједињење или смрт“ почела је са радом 1911. године;
- Принципова група се идеолошки разликовала од организације Уједињење или смрт: Младобосанци су се залагали за југословенску државу без верске и националне нетрпељивости и у својим редовима су имали и муслимане и Хрвате. „Уједињење или смрт“ у члану 1. свог устава као циљ наводи уједињење српства и да члан може бити: „сваки Србин без обзира на пол, веру, место рођења...“. У члану 7. се говори да Врховну централну управу чине чланови из Краљевине Србије и један делегат из свих српских покрајина: 1)Босне и Херцеговине, 2) Црне Горе, 3) Старе Србије и Македоније, 4) Хрватске, Славоније и Срема, 5) Војводине, 6) Приморја. Заклетва се полагала пред крстом;
- Малобабић није преносио оружје за потребе атентата (како је уобичајено чинио за агенте из своје службе) већ су то учинили сами атентатори;
- Принцип и другови користили су револвере типа „браунинг“, а не „нагане“, за чију набавку су пронађени рачуни приликом истраге против пуковника Аписа
- Постоје тврђења да је Малобабић добио задатак да спречи атентат, да је стајао испред Градске већнице поред Грабежа и извршио утицај на њега да не употреби оружје

### Први светски рат
По повратку са лечења, Апис је постао начелник Извештајног (Обавештајног) одељења Главног ђенералштаба. Под његовом командом, на прелазу из 1913. у 1914. годину, Обавештајно одељење је „грозничаво радило“ на праћењу покрета аустроугарских трупа на просторима Босне и Херцеговине, Срема и Баната. До почетка напада на Србију 1914. године, прикупљени су подаци о аустроугарским јединицама оријентисаним према Србији. Сазнало се да су према Србији биле оријентисане снаге 15. и 16. корпуса (око 70.000 људи), на главној линији Тузла – Бијељина – Рача и према Црној Гори, на споредном правцу Вишеград – Горажде. На простору Срема и Славоније били су груписани 4. и 13. корпус (90.000 људи) са усмерењем на линију Земун – Рача. Седми корпус (50.000 људи) био је усмерен на линију Базјаш – Ковин. Није регистрован долазак 8. корпуса, али је ниво информација којима је располагао српски генералштаб био доста висок.
На почетку Првог светског рата, Апис је био у саставу Врховне команде у којој је руководио обавештајном службом. Почетком рата, иницирао је израду плана за формирање четничких одреда, који су имали задатак да делују у позадини непријатеља. Четнички одреди су били састављени од добровољаца, старих четника и војника пешадије првог позива који би се добровољно јавили. Златиборски одред био је у саставу Ужичке војске и формирао се у Ужицу. Јадарски одред био је у саставу Треће армије и образован је у Ваљеву, Руднички у саставу Друге армије и оформљен је у Београду, а Горњачки у саставу Прве армије и оформљен је у Свилајнцу. Селекцију команданата добровољачких одреда обавио је Апис. Сви они су били чланови организације „Уједињење или смрт“. Командант Златиборског одреда био je Чедомир Поповић, Јадарски је водио Војин Поповић (Војвода Вук), Руднички Војислав Танкосић, a Горњачки Велимир Вемић. За сваки одред одређени су прецизни задаци и зоне дејства у случају офанзиве и у случају повлачења српске војске. У случају српске офанзиве, планирано је да подижу устанке на територијама Аустроугарске где је живело српско становништво. Задатак им је био и да врше опструкције непријатеља нападима на транспорт, комуникације, железнице и телефонско - телеграфске линије. У случају дефанзиве и окупације, они би се повукли у планине, организовали би устанке и обавештајне мреже, нападали би непријатељску позадину...
„Када је почела друга аустријска офанзива и када је наша војска почела нагло да слаби и попушта пред надмоћнијим снагама непријатељским, кад је забринутост у земљи почела да обухвата све слојеве у земљи, сматрао сам да је за повраћај поверења у земљи, а нарочито морала у војсци, потребна концентрација свих политичких снага у влади...“ У складу са овим уверењем Апис је, у својој канцеларији у Крагујевцу, окупио вође опозиционих странака: Љубомира Давидовића, Милорада Драшковића, Стојана Рибарца са намером да их приволи да уђу у владу и тако одрже национално јединство. Сви сем Рибарца су то и учинили и остали су у влади све до завршетка Солунског процеса.
Почетком 1915. године, престолонаследник Александар и војвода Путник су се сукобили. Престолонаследник је желео да војвода Путник убудуће за све ратне операције претходно од њега тражи сагласност и да он буде тај који ће вршити распоред официра, на шта иначе није имао право по Уставу. Цела влада је сутрадан из Ниша дошла у Крагујевац како би изгладила ову ситуацију. Нашло се компромисно решење: да војвода и даље самостално води ратне операције, а да Александар распоређује официре. Једна од првих одлука коју је донео у погледу распореда официра, била је премештај пуковника Аписа из Врховне команде у Ужице, за начелника штаба Ужичке војске, насупрот противљењу војводе Путника. Према раније утврђеном ратном плану, Ужичка војска, у ширем смислу посматрано, имала је задатак да штити бок и позадину главнине српских трупа.
За време боравка у Ужицу, у кога су се због близине сјатиле избеглице и дезертери аустроугарске војске из Босне, Апис се посветио формирању добровољачких одреда. У тим одредима Босанци би имали најважнију улогу у будућој српској офанзиви у Босни, када до ње дође. Један од пребеглих атентатора из Сарајева, Мухамед Мехмедбашић, приближио се Апису и уз њега остао до самог краја. Апис је штитио Мухамеда као једног од Срба-Муслимана који је учествовао у побуни српске омладине.
Крајем септембра 1915. године долази до реорганизације целе војске и Ужичка војска се укључује у Тимочку војску. Имајући информације 1915. године да се Бугарска спрема за мобилизацију, Апис је предлагао напад на њу, пре него што се потпуно мобилише. Врховна команда се сложила са овим предлогом, али не и влада Србије. Тимочка војска је од октобра 1915. године била у сталном повлачењу и непрекидним борбама. Имала је задатак да се у Скопљу споји са савезницима, али до тога није дошло, јер су се Французи повукли. Тимочка војска се пребацује правцем Урошевац- Сува Река- Призрен- Бицане- Љум Кула- Пишкопеја- Струга- Елбасан- Тирана, све време штитећи одступницу целокупној српској војсци у повлачењу кроз Албанију, од севера према југу. Иако болестан „са ногама тешко уфачлованим”, пуковник Апис је био последњи српски официр који је напустио Драч, након што га је предао италијанским трупама. Након реорганизације војске на Крфу постављен је за помоћника начелника штаба III армије. На том месту учествовао је у руковођењу трупама у одбрамбеној бици за Горничево, а затим у руковођењу офанзивним операцијама Треће армије чија Дринска дивизија, са Добровољачким одредом Војводе Вука, заузима Кајмакчалан.
Милић Илић, жандармеријски поднаредник који је био ордонанс пуковника Аписа, сећао се касније рата и свог команданта: „Ако смо имали бољи залогај - морао се је поделити; ако беше топлог пића - прво другима па њему; ако је постеља - другоме удобнија но њему. Сваку пару морао сам напослетку крити (пуковник Апис је располагање својим новцем био поверио Милићу), јер му се маса обраћаше, а он ми наређиваше да дајем до послетка.“

### Солунски процес
Након опоравка на Крфу, привремено затишје искоришћено је за обрачун старих противника. Александар је извршио реформу војске тако што је црнорукце, који су остали у животу, прекомандовао на положаје са којих нису могли имати већи утицај. Како су се сви налазили на страној територији на којој се закони Србије нису могли у потпуности примењивати, заведен је полицијски систем управе тзв. „солунски режим“. Оформљен је „Одбор десеторице за ликвидацију пуковника Аписа“ чији су најистакнутији чланови били: пуковник Петар Живковић и пуковник Јосиф Костић. Одбор је имао задатак да прикупља доказе против пуковника Аписа и осталих црнорукаца.

#### Хапшење и пресуда
Дана 15. децембра 1916. године пуковник Апис и водећи црнорукци су ухапшени на основу две оптужбе: 1) да су спремали побуну у војсци, 2) да су планирали убиство престолонаследника Александра и председника владе Николе Пашића. За оба ова дела била је предвиђена смртна казна. Међутим у опису дела, у тужби, не говори се о побуни у војсци већ о припреми преврата, која је кажњавана са највише 20 година затвора. Опис и квалификација дела нису одговарали једно другом. Суђење је почело 2. априла 1917. године али је 9. априла прекинуто, јер је оптужница проширена на још двојицу: Радета Малобабића и младобосанца Мухамеда Мехмедбашића. Они су оптужени да су покушали да изврше атентат на регента Александра 11. септембра/ 29. августа 1916. године у пет часова после подне код Острова. Пуковник Апис је оптужен као иницијатор и организатор атентата. За ово дело је била запрећена смртна казна.
Сам процес имао је низ пропуста и мањкавости. Судије су биле у личном сукобу са оптуженима. Оптужени су према закону могли да бирају браниоце само од официра који су са службом били распоређени у Солуну. Због тога су многи официри на време пребачени из Солуна у друга места. Апис је „изабрао“ браниоца који је још од раније био познат као Обреновићевац и противник завереника. Међутим, касније је о односу са Аписом написао: „У току процеса заволео сам свога брањеника и његове другове... Ја мислим да није било лица, које је веровало, да је Апис умешан у атентат на престолонаследника...“ Саслушано је 108 сведока. Ни један од њих није био сведок одбране. Међутим, од 108 сведока тужбе, њих 22 говорили су у корист оптужених. Чак је и датум наводног атентата био мењан како би се сви актери нашли у исто време на месту злочина.
Пресудом од 23. маја/ 5. јуна 1917. године Димитријевић је осуђен на смрт. Стрељан је 13. јуна/ 26. јуна 1917. године у солунском пољу, заједно с артиљеријским мајором Љубомиром Вуловићем и Радетом Малобабићем. Сахрањен је у спомен костурници на српском војничком гробљу у Солуну, као Н. Н. лице под бројем 5027, али овај податак треба узети са резервом, јер се заснива на причи чувара гробља која се преноси с колена на колено. Постоје информације да посмртни остаци тројице стрељаних никада нису пренети у спомен костурницу у Солуну.

#### Сарадња са Немачком
Организатори Солунског процеса, између осталог, сумњичили су Аписа да је сарађивао са Немцима и радио у њиховом интересу, обележавајући га као издајника. Апис је два пута боравио у Немачкој (за време школовања и за време лечења од малтешке грознице) и није крио своју импресионираност немачком војском, њеном дисциплином и организацијом. Међутим, за време Аписовог боравка у Берлину 1913. године „Пијемонт“, који је до тада похвално писао о Немачкој, потпуно је променио став. У априлу 1913. године је писао: „Мир света угрожава она држава која је створила један милитаристички режим и коме је дала чудно име: “оружани мир“. Пангерманска олуја сада угрожава мир у Европи; против ње се припрема тројни споразум (Енглеска, Француска, Русија) ради одбране. Са њиховим напорима ми Словени, нарочито балкански, савесно и свесрдно сарађујемо.“ Много година касније, Владимир Дедијер је радећи на свом делу „Сарајево 1914“, између осталог, испитао све извештаје немачких дипломата и сав доступни немачки архивски материјал и није нашао ништа што би потврђивало да је Апис радио за Немачку.

#### Обнова процеса
На обновљеном судском процесу 1953. године, у Београду, све пресуде Вишег војног суда у Солуну су поништене, а сви осуђеници рехабилитовани, међу којима и сам Драгутин Димитријевић Апис. Обнову процеса су покретали чланови породице, преживели другови и поштоваоци више пута у међуратном периоду, али је до ње дошло тек након Другог светског рата, у новој држави ФНРЈ.
Повод за обнову процеса било је писмо стрељаног мајора Љубомира Вуловића, које је написао дан пред извршење пресуде, у коме је навео да је за атентат први пут чуо на самом суђењу, да су сведоци били лажни, изневши у њему све своје сумње и претпоставке, као и молбу да се у ослобођеној отаџбини утврдити права истина. Писмо је написао пријатељу Тодору Михаиловићу, а оставио војном свештенику Здравку Пауновићу. Ово писмо нашло се у рукама Александра Ранковића, министра унутрашњих послова ФНРЈ, који је затим наредио Истражном одељењу министарства да предузме трагање, у циљу утврђивања истине.
Године 2012. Апис је рехабилитован и по други пут, од стране српског судства.

#### Мистериозни рапорт
Остало је нејасно зашто су Апис, Малобабић и Вуловић стрељани.
Ситуација на Крфу није била лака ни за владу ни за престолонаследника. Црнорукци су оптуживали Пашића да је он крив за слом Србије јер није прихватио предлог врховне команде да се Бугари нападну још у лето 1915. године. Слободан Јовановић је писао: „Александра није напуштала мисао да му Апис ради о глави. Цела Аписова прошлост краљоубице, осионо држање његових присталица, свакодневне доставе белорукаца и полиције – све је то одржавало Александра у таквој узнемирености, да он није више разликовао између свога страха и истине...“ У току истраге Апису и друговима, нови хабсбуршки цар Карло је започео тајне преговоре са Француском о склапању сепаратног мира. Први састанак је одржан у фебруару 1917. године, а услови Аустроугарске под којима је пристала да се Србија одржи као независна држава су били: да се казне одговорни за Сарајевски атентат, да се угасе сва тајна удружења и организације које су деловале против Хабсбуршке монархије, да се укине династија Карађорђевић и да велике силе гарантују да ће Србија извршити ове обавезе. Остало је спорно да ли је српска влада знала за ове преговоре у време када су се одигравали. У међувремену, у Русији је избила револуција, a Пашић и Александар су остали без свог савезника цара Николаја II.
Видевши 9. априла Малобабића и Мехмедбашића на оптуженичкој клупи, Апис је био потпуно сломљен. Вративши се у ћелију Апис је о Мехмедбашићу рекао стражару: „...И тај бисер кога треба чувати и не мешати у наше унутрашње ствари, ето где суди српски суд!“. Изгледа да је Петар Живковић ступио у контакт са Аписом у ћелији и објаснио му да је најбоље да призна све о Сарајевском атентату. Већ 10. априла, Апис је послао поверљиви рапорт председнику Војног суда у коме је себе означио као главног организатора Сарајевског атентата. У њему говори да је он ангажовао Малобабића да организује атентат на Франца Фердинанда, јер је био убеђен да ће тако отклонити ратну опасност од Србије. На ово се одлучио тек пошто му је руски војни аташе Артаманов дао уверења да Русија неће оставити Србију на цедилу, ако је Аустроугарска нападне. Малобабић је све организовао. Учесници у атентату су били Аписови агенти, који су од њега добијали хонорар, који је давао Артаманов. На крају наводи:
```
   „...
ја ни у гробу не бих могао бити миран при помисли да сам ма из којих разлога могао допустити да Српски војни суд за официре заврши и доврши пресуду Аустријског суда у Сарајеву и да том приликом српским судом буде осуђен једини Србин муслиман који је био учесник у протесту српског народа и омладине у Босни противу аустроугарске тираније над српским племеном
".
[
70
]
```

Апис је послао писмо и престолонаследнику Александру у коме га уверава да он и остали оптужени нису организовали атентат на њега и преклиње га за милост:
```
   „...
Ја Вас преклињем да прекинете ову ствар. Немојте допустити да српски војни суд за официре довршава осуду аустријског сарајевског суда. Немојте допустити да суд за официре удари жиг издајства на чело официра који су маштали за ослобођењем свег српског племена, а у славу Вашег имена. Немојте допустити да том пресудом и осудом буду погођени толики живи официри који су честито служили Вашем Величанству, а честито ће и даље служити. Немојте допустити да се том осудом жиг издајнички удари на светли спомен многих официра који су пали на бојном пољу и чија успомена има да буде храна душевна новим поколењима нашега народа
...“
```

Аписов рапорт има низ супротности у односу на изјаве његових пријатеља и следбеника, као и у односу на постојећа документа:
- Министарство унутрашњих послова Србије водило је истрагу против Малобабића због преноса оружја преко Дрине, а не због организовања преласка Принципа и Грабежа. Из истих разлога потерницу за Малобабићем издао је аустријски Војни гуверман у Београду 1917. године;
- У аустријској истрази поводом атентата не спомиње се Малобабић као оптужени за заверу;
- Малобабић није преносио оружје за потребе атентата већ су то учинили сами атентатори;
- Принцип и другови су користили револвере типа „браунинг“ а не „нагане“ за чију набавку су пронађени рачуни приликом истраге против пуковника Аписа;
- Не постоје изјаве Вуловића и Малобабића поводом учешћа у Сарајевском атентату, у списима са Солунског процеса, као да нису ни давали исказ о том питању;
- Принцип је због неплаћене кирије бежао од својих газдарица у Београду, Чабриновић је писао писма сестрама о очајној беди у којој живи, Грабеж је добијао новац од оца, што говори да нису били плаћени агенти и никакав хонорар нису примали, како је то Апис у рапорту тврдио.

Могуће је да је Апис мислио да ће на овај начин прекинути процес, а могуће је да је и био свестан неког вишег циља због кога је морао да страда. У својој последњој вољи он наводи:
```
   „... 
ја умирем невин, у убеђењу да је моја смрт била потребна Србији из виших разлога. Из овог мог убеђења потиче и моја душевна мирноћа са којом очекујем свој последњи час. Нека Србија буде срећна и нек се испуни наш свети завет уједињења целог Српства и Југословенства, па ћу и ја и после своје смрти бити срећан и блажен, а бол, који осећам што ћу од српске пушке погинути, биће ми лакши, у уверењу да је та пушка управљена у моје груди, ради добра Србије, ради оног добра Србије и српског народа, коме сам ја био посветио цео свој живот
...“
[
72
]
```

## Одликовања
- Орден „Петар Мркоњић"
- Орден српске круне I, II и III реда
- Орден Карађорђеве звезде са мачевима I, II и III реда.
- Орден „Милош Обилић"
- Краљевски орден Белог орла I и II реда